# Plaigne
Plaigne (okzitanisch: Planha) ist eine südfranzösische Gemeinde mit 120 Einwohnern (Stand: 1. Januar 2022) im Département Aude in der Region Okzitanien. Die Gemeinde gehört zum Arrondissement Carcassonne und zum Kanton La Piège au Razès.

## Lage
Plaigne liegt etwa 30 Kilometer westsüdwestlich von Carcassonne im Südosten der Landschaft des Lauragais. Durch die Gemeinde fließt der Vixiège. Umgeben wird Plaigne von den Nachbargemeinden Pécharic-et-le-Py im Norden und Nordosten, Villautou im Osten, Mirepoix im Südosten und Süden, Lapenne im Süden und Südwesten sowie Belpech im Westen und Nordwesten.

## Bevölkerungsentwicklung
| Jahr                       | 1962 | 1968 | 1975 | 1982 | 1990 | 1999 | 2006 | 2019 |
| Einwohner                  | 184  | 160  | 157  | 129  | 141  | 128  | 122  | 116  |
| Quellen: Cassini und INSEE |      |      |      |      |      |      |      |      |

## Sehenswürdigkeiten
- Kirche St. Peter und Paul
- Wegekreuz, seit 1952 Monument historique